# Holzbirrliberg
Der Holzbirrliberg ist ein Hügelzug im Kanton Aargau im Schweizer Mittelland.

## Geografie
Als südlicher Ausläufer des Heitersbergs trennt er das Reusstal vom Reppischtal und vom Wüerital. Südlich von Arni und Hedingen berührt die Hügellandschaft das Tal des Jonenbachs.
Nördlich von Oberwil-Lieli liegt am Hügelkamm des Holzbirrlibergs die Gemeinde Berikon.
Die höchste Erhebung mit 674 m ü. M. liegt im Waldgebiet nördlich von Lieli, an der Grenze zu Berikon und 200 m entfernt von der Grenze zum Kanton Zürich.
Den westlichen Berghang zur Reuss entwässern kleine Bäche wie zum Beispiel der Ziegelbach.

## Name
Der Name des Berges leitet sich von der Baumbezeichnung „Holzbirne“ ab, die im Wappen der Gemeinde Oberwil-Lieli durch einen Baum mit dreizehn goldenen Birnen dargestellt ist.